# Sông Sonthi
Sông Sonthi (tiếng Thái: ลำสนธิ) là một chi lưu của sông Pa Sak. Sông Sonthi bắt nguồn từ núi Ruak và Phanghoei ở khu vực giáo giới của huyện Lam Sonthi,  tỉnh Lopburi và Si Thep, tỉnh Phetchabun. Sông này chảy về hướng Nam làm xương sống của huyện Lam Sonthi và nhập vào sông Phaya Klang từ huyện Muak Lek,  tỉnh Saraburi. Sau đó, sông Sonthi chảy về hướng Tây và đổ vào sông Pa Sak ở Chai Badan. Sông Sonthi dài 70 km.